# Никитинская (Вилегодский район)
Никитинская — деревня в Вилегодском муниципальном округе Архангельской области.

## География
Находится в юго-восточной части Архангельской области, к югу от автодороги А123, на расстоянии приблизительно 23 км на северо-запад по прямой от административного центра района села Ильинско-Подомское на правобережье реки Виледь.

## История
В 1859 году здесь (деревня Сольвычегодского уезда Вологодской губернии) было учтено 4 двора. До 2020 года входило в состав Никольского сельского поселения до его упразднения. При проведении переписей 2002 и 2010 года учитывалась как село,.

## Население
Численность населения: 11 человек (1859 год), 1 (русские 100 %) в 2002 году, 0 в 2010.